# Je ne suis pas un salaud
Pour plus de détails, voir Fiche technique et Distribution.
Je ne suis pas un salaud est un film français réalisé par Emmanuel Finkiel, sorti en 2016.

## Synopsis
Lorsqu’il est violemment agressé dans la rue, Eddie désigne à tort Ahmed, coupable idéal qu’il avait aperçu quelques jours avant son agression. Alors que la machine judiciaire s’emballe pour Ahmed, Eddie tente de se relever auprès de sa femme et de son fils et grâce à un nouveau travail. Mais bientôt conscient de la gravité de son geste, Eddie va tout faire pour rétablir sa vérité. Quitte à tout perdre.

## Fiche technique
- Titre : Je ne suis pas un salaud
- Réalisation : Emmanuel Finkiel
- Production : Christine Gozlan et David Poirot
- Scénario : Emmanuel Finkiel
- Musique : Chloé Thévenin et Minnie Moskowitz
- Photo : Alexis Kavyrchine
- Montage : Sylvie Lager
- Société de production : Thelma, en association avec les SOFICA Cinémage 9 et SofiTVciné 2
- Durée : 111 minutes
- Pays d'origine :  France
- Date de sortie : 
  -  France : 24 février 2016

## Distribution
- Nicolas Duvauchelle : Eddie
- Mélanie Thierry : Karine
- Nicolas Bridet : Régis Labrecque, le chef de Karine
- Driss Ramdi : Ahmed
- Maryne Cayon : Estelle, la petite amie d'Ahmed
- Johann Soulé : Noam, le fils de Karine et Eddie
- Isabelle Dagnac : la juge
- Ramzy Sitayeb : Farid
- Maryne Bertieaux : Jeanne

## Production

### Tournage
- Les scènes dans l'hôpital ont été tournées au centre hospitalier de Tourcoing et une partie des scènes ont été  tournées à Alinéa Noyelles-Godault.

## Distinctions

### Récompenses
- Prix Arte International
- Valois de l'acteur
- Valois de la mise en scène
- Prix du jury jeune